# Liste des écoles à charte en Louisiane
 (août 2025).
Cette page a pour but de présenter une liste des écoles à charte de Louisiane (parfois aussi appelées en anglais « Charter Schools ») regroupées par paroisse.

## Paroisse d'Avoyelles
- Avoyelles Public Charter School
- Louisiana School for the Agricultural Sciences
- Red River Charter Academy

## Paroisse de Caddo
- AMIkids Caddo
- Linwood Public Charter School
- Magnolia School of Excellence
- Pathways in Education - North Market

## Paroisse Concordia
- École à charte Beekman

## Paroisse de l'Est de Baton Rouge
Source : 
 

## Paroisse de Feliciana Est
- École à charte communautaire Slaughter

## Paroisse de Jefferson
Source : 
 

## Paroisse de Lincoln
- École préparatoire de Lincoln

## Paroisse de Morehouse
- École à charte de Delhi

## Paroisse d'Ouachita
- Nouvelle Académie d'apprentissage Vision

## Paroisse de Richland
- École à charte Northshore

## Paroisse Saint-Jacques
- Académie à charte Greater Grace

## Paroisse Saint-Landry
- Académie de leadership JS Clark
- École Saint-Landry

## Paroisse Sainte-Marie
- École à charte VB Glencoe

## Paroisse de Washington
- École à charte Delta